# João Teixeira Pinto

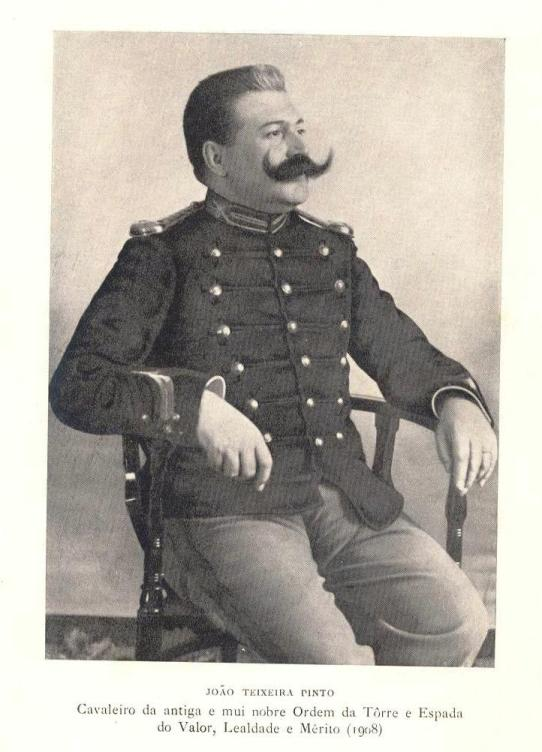
João Teixeira Pinto (1908)

João Teixeira da Rocha Pinto (* 22. März 1876 in Moçâmedes, Angola; † 25. November 1917 in Negomane, Portugiesisch-Ostafrika) war ein portugiesischer Offizier, der in den portugiesischen Kolonien in Afrika diente. Er trug den Beinamen der Teufelshauptmann (portugiesisch Capitão Diabo).

## Familie
Vater war João Teixeira Pinto, der o Kurika (Kwanyama: der Löwe) genannt wurde. Pinto sen. hatte sich bei der in Besitznahme der Kolonie Angola diesen Beinamen für seinen Mut erworben. Der Sohn war mit Maria Amélia da Rosa Pacheco Teixeira Pinto verheiratet.

## Leben
Pinto diente als Offizier in verschiedenen portugiesischen Kolonien in Afrika. Zuerst von 1902 bis 1911 in Portugiesisch-Westafrika (heute Angola). In Portugiesisch-Guinea (heute Guinea-Bissau) war er zwischen 1912 und 1916 maßgeblich an der Befriedung der Region Oio beteiligt.
Im Ersten Weltkrieg war Pinto in Portugiesisch-Ostafrika stationiert, wo er das Fort von Negomane vor den deutschen Schutztruppe aus Deutsch-Ostafrika (heute Tansania) verteidigen sollte. Am 25. November 1917 griff Paul Emil von Lettow-Vorbeck mit seinen Soldaten an. Pinto kam in der Schlacht von Ngomano ums Leben, wie auch die anderen kommandierenden Offiziere des Forts. Die Portugiesen erlitten eine schwere Niederlage.

## Auszeichnungen und Ehrungen

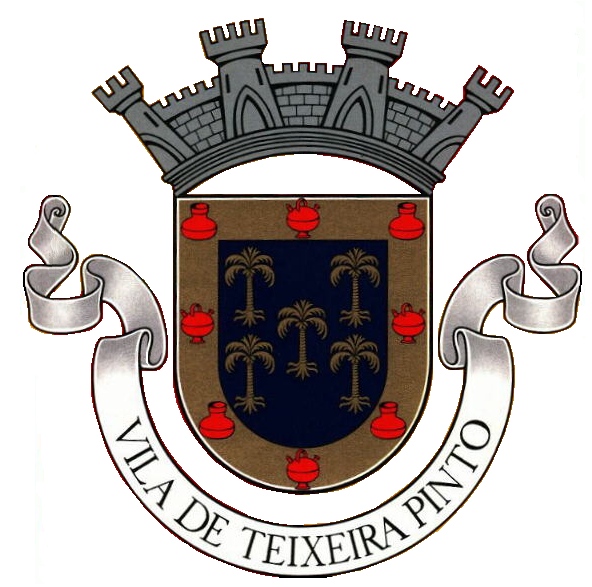
Wappen von Vila Teixeira Pinto

Pinto war Ritter des Turm- und Schwertorden. Nach ihm wurde in Portugiesisch-Guinea der Ort Vila Teixeira Pinto (heute Canchungo) benannt. Die Banco Nacional Ultramarino (BNU) brachte zwischen 1937 und 1964 Geldscheine für Portugiesisch-Guinea heraus, auf denen João Teixeira Pinto abgebildet ist.